# 2405 Welch
2405 Welch è un asteroide della fascia principale del diametro medio di circa 25,43 km. Scoperto nel 1963, presenta un'orbita caratterizzata da un semiasse maggiore pari a 3,2164718 UA e da un'eccentricità di 0,1260080, inclinata di 2,23588° rispetto all'eclittica.